# Cykelleden Skåne Ängelholm-Kristianstad
Cykelleden Skåne Ängelholm-Kristianstad is een regionale langeafstandsfietsroute in Zweden. De route start in Ängelholm en eindigt in Kristianstad. De route is vernoemd naar het landschap Skåne waar de route doorheen voert. Het traject is bewegwijzerd in twee richtingen met de naam en het nummer 101 en is als regionale route onderdeel van de nationale fietsroutes van Zweden. De route is een van de drie routes door het landschap Skåne. 

## Traject
De route start in Ängelholm aan het Kattegat. Hier kan worden aangesloten op de EuroVelo EV7 Route van de Zon en op de nationale route Kattegattleden.
De route voert door het landschap Skåne en kruist in Klippan de regionale route Cykelleden Skåne Ystad-Båstad.
Het eindpunt Kristianstad ligt aan de Oostzee. Hier kan worden aangesloten op de EuroVelo EV10 Oostzeeroute, de landelijke route Sydostleden en de regionale route Cykelleden Skåne Lomma-Kristianstad.

## Aansluitingen met Europese routes
- In Ängelholm kan worden aangesloten op de EuroVelo EV7 Route van de Zon.
- In Kristianstad kan worden aangesloten op de EuroVelo EV10 Oostzeeroute.

## Aansluitingen met andere routes
- In Ängelholm kan worden aangesloten op de landelijke route Kattegattleden.
- In Klippan kruist de route de regionale route Cykelleden Skåne Ystad-Båstad.
- In Kristianstad kan worden aangesloten op de landelijke route Sydostleden.
- In Kristianstad kan worden aangesloten op de regionale route Cykelleden Skåne Lomma-Kristianstad.